# Ducado de Massa e Carrara
O Ducado de Massa e Principado de Carrara (originalmente Marquesado de Massa e Senhorio de Carrara, depois Principado de Massa e Marquesado de Carrara) foi um pequeno Estado costeiro do norte da península Itálica, encravado entre a República de Gênova e a de Lucca. Eram juridicamente dois Estados diferentes, governados, porém, em união pessoal por um único soberano, de 1473 a 1796 e de 1815 a 1836. 

## Origem
O núcleo original deste território nasce oficialmente em 22 de fevereiro de 1473 com a aquisição das Senhorias de Carrara, de Moneta e de Avenza pelo marquês de Massa Jacopo Malaspina, que a obteve do conde Antoniotto Filoremo de Gênova. O título nobiliárquico deste ramo da família Malaspina tornou-se então o de Marquês de Massa e Senhor de Carrara.
Originalmente a sede dos Malaspina era na cidade de Carrara mas logo, por motivos militares, os marqueses se transferiram à cidade de Massa.
Ao fim de duas gerações, a família Malaspina ficou sem descendentes masculinos e Ricarda Malaspina, neta de Jacopo e última herdeira direta da dinastia casou-se, em 1520, com Lourenço Cybo, membro da uma influente família de príncipes genoveses, aparentada com os Médici. Lourenço era ainda neto legitimado do Papa Inocêncio VIII (Giovanni Battista Cybo), neto de Lourenço, o Magnífico e sobrinho do Papa Leão X (Giovanni de' Medici).
Deste matrimônio originou-se a nova dinastia dos Cybo-Malaspina: o filho de Ricarda e Lourenço, Alberico I Cybo-Malaspina, obteve o governo do território de Massa e Carrara em 1554. Sob seu governo, que durou quase setenta anos, o território teve um período muito favorável de desenvolvimento, graças à conjuntura favorável no mercado de mármore, que era muito requisitado pelas cortes renascentistas da época.
Em 1568, Massa foi elevada a principado e Carrara a marquesado do Sacro Império (Maximiliano II).
Em 1664, o território de Massa tornou-se um ducado e o de Carrara um principado. Os Cybo-Malaspina obtiveram assim o título de Duque de Massa e Príncipe de Carrara. 
Em 1738, Maria Teresa Cybo-Malaspina, última descendente direta da dinastia, casou-se com Hércules III de Módena, último herdeiro masculino do Ducado de Módena. Após sua morte em 1790, sua única filha sobrevivente, Maria Beatriz d'Este, obteve assim o governo do Ducado de Massa e Carrara, mas não poderia aspirar ao do Ducado de Modena, onde a lei sálica estava em vigor e, portanto, as mulheres não podiam herdar o trono. Os acordos matrimoniais estipulados entre a casa de Este e a casa da Áustria em 1753 e 1763 previam a investidura como duque do marido de Maria Beatriz,  o arquiduque Fernando de Habsburgo-Lorena.

## O domínio napoleônico
Em 1796, os Este foram privados de suas propriedades pelas tropas de Napoleão Bonaparte. Napoleão anexou o território de Massa e Carrara à República Cispadana por ele fundada.
Durante este período, o território foi brevemente contestado a Napoleão pelos austríacos da coalizão antifrancesa (1799) e conheceu uma rápida sucessão de diferentes ordenamentos administrativos mais ou menos provisórios: Departamento dos Alpes Apuanos, Imperial e Real Provisória Regência de Massa e Carrara, novamente Departamento dos Alpes Apuanos e por fim Distrito de Massa. 
Como última forma administrativa, em 1806, o imperador francês designou o ducado de Massa e Carrara ao Principado de Lucca e Piombino, governado por sua irmã mais velha Elisa Bonaparte. 
Durante a dominação napoleônica, Maria Beatriz foi obrigada a refugiar-se em Viena, junto à corte do marido, tio do imperador da Áustria Francisco I de Habsburgo. Seu pai Ercole III d'Este, despojado de seu ducado pelos franceses, morreu em 1803; seu marido Fernando, sucessor designado, também morreu em 1806.

## A restauração com o Congresso de Viena
Coma queda do regime napoleônico, o Congresso de Viena restabeleceu Maria Beatriz à frente dos estados ancestrais toscanos que lhe haviam sido tomados, atribuindo-lhe também os antigos feudos imperiais soberanos de Lunigiana (Fosdinovo, Aulla, Licciana, Malgrate, Mulazzo, Podenzana, Tresana, Treschietto, Villafranca, etc.), que ao longo dos séculos pertenceram aos vários ramos da família Malaspina e que agora não foram reconstituídos. A coroa ducal de Modena foi atribuída a seu filho Francesco IV de Áustria-Este, quando herdeiro legítimo de seu pai, Fernando de Habsburgo-Lorena. Maria Beatriz cedeu-lhe os feudos imperiais de Lunigiana com o acordo de 20 de dezembro de 1815.

## O fim do ducado
Embora continuando a residir em Viena e sendo representada em Massa e Carrara por um governador de sua confiança, Maria Beatriz não se contentou em ser soberana apenas no nome, mas na verdade governou cuidando dos interesses de suas populações em detalhes e tomando pessoalmente as decisões que lhe cabiam. Quando ela morreu em 1829, Francisco IV também a sucedeu nos estados da Toscana e imediatamente mudou os rumos maternos, empreendendo uma política resoluta de assimilação: em 1836 os antigos estados de Massa e Carrara foram legalmente transformados em uma simples província do Ducado de Modena e Reggio, a qual os domínios ducais de Lunigiana foram posteriormente fundidos.
Em 1859, com a deposição de Francisco V de Módena, o ducado de Módena e Régio foi definitivamente anexado ao Reino da Sardenha, e, antes da anexação, em dezembro, os antigos territórios ducais de Massa, Carrara e Lunigiana, bem como outros pertencentes ao Grão-Ducado da Toscana, foram estabelecidos na nova província de Massa-Carrara, que ainda existe. no ordenamento jurídico da República Italiana.

## Soberanos de Massa e Carrara
- Antonio Alberico I Malaspina (1405-1445), Marquês de Fosdinovo e a partir de 1442 também de Massa
- Jaime (Iacopo) Malaspina (1445-1481), Marquês de Massa e Senhor de Carrara desde 1473
- António Alberico II Malaspina, (1481-1519)
- Ricarda (Ricciarda) Malaspina, (1519-1546) e (1547-1553), de 1530 a 1541 em condomínio com o marido Lorenzo Cybo
- Júlio (Giulio) Cybo-Malaspina (1546-1547) sem reconhecimento imperial
- Alberico I Cybo-Malaspina (1553-1623), Príncipe de Massa e Marquês de Carrara desde 1568
- Carlos I (Carlo) Cybo-Malaspina (1623-1662)
- Alberico II Cybo-Malaspina (1662-1690), Duque de Massa e Príncipe de Carrara desde 1664
- Carlos II (Carlo) Cybo-Malaspina (1690-1710)
- Alberico III Cybo-Malaspina (1710-1715)
- Alderano I Cybo-Malaspina (1715-1731)
- Maria Teresa Cybo-Malaspina (1731-1790), casou com Hércules III, Duque de Módena
- Maria Beatriz d'Este (Maria Beatrice) (1790-1796), Duquesa de Massa e Princesa de Carrara
- Anexação à República Cispadana, República Cisalpina, República Italiana, Reino de Itália e Principado de Luca e Piombino no seguimentos das invasões napoleónicas (1796-1814)
- Maria Beatriz d'Este (1815-1829), de novo.
- Francisco IV de Módena (1829-1836), anteriormente Duque de Módena, também sucede ao trono do Ducado de Massa e Principado de Carrara, que é transformado em 1836 em uma simples província do Ducado de Módena e Régio.